# Розивка
Розивка (на украински: Розівка) е селище от градски тип в Южна Украйна, Розивски район на Запорожка област. Основано е през 1788 година. Населението му е около 4379 души.